# Ле-Пон-де-Бовуазен (Изер)
Ле-Пон-де-Бовуазе́н (фр. Le Pont-de-Beauvoisin) — коммуна во Франции, находится в регионе Рона — Альпы. Департамент коммуны — Изер. Входит в состав кантона Шартрёз-Гье. Округ коммуны — Ла-Тур-дю-Пен.
Код INSEE коммуны — 38315. Население коммуны на 2012 год составляло 3499 человек. Населённый пункт находится на высоте от 239 до 332 метров над уровнем моря. Муниципалитет расположен на расстоянии около 450 км юго-восточнее Парижа, 70 км восточнее Лиона, 39 км севернее Гренобля. Мэр коммуны — Мишель Серрано, мандат действует на протяжении 2014—2020 гг.
Динамика населения (INSEE):